# Herbert Linge
Pour les articles homonymes, voir Linge.
Herbert Linge, né le 11 juin 1928 à Weissach (Böblingen) près de Stuttgart (Bade-Wurtemberg) et mort le 5 janvier 2024, est un pilote automobile allemand de compétitions essentiellement sur circuits pour voitures de sport de type Grand Tourisme.

## Biographie
Herbert Linge devient l'un des premiers apprentis pris chez Porsche dès 1943.
Sa carrière en compétition s'étale sur une vingtaine d'années, entre 1952 et 1970. À ses débuts, il est également mécanicien pour le département course de la marque, entre 1952 et 1954. Il s'implique ultérieurement fortement dans l'implantation de Porsche à l'étranger, tout particulièrement aux États-Unis.
Il participe à deux reprises à la Carrera Panamericana (12e en 1954 sur Porsche 950), à sept à la Targa Florio (de 1959 à 1965), et à onze aux 24 Heures du Mans entre 1958 et 1970 (terminant six fois dans les dix premiers, 4e en 1965 et deux fois 5e, en 1958 et 1966), uniquement sur des modèles Porsche. Il fait ainsi équipe notamment avec Hans-Joachim Walter (1960), Edgar Barth (1963 et 1964), Peter Nöcker (1965), Hans Herrmann (1966) et le français Robert Buchet (1967 et 1968). En 1969, son coéquipier le Britannique John Woolfe (en) meurt dès le début de course ; l'année suivante pour sa dernière apparition Linge participe au tournage du film Le Mans avec une caméra embarquée, et assure des doublages de scènes de course pour l'acteur Steve McQueen en Porsche 908 (coéquipier l'Anglais Jonathan Williams).
En 1963, Herbert Linge obtient trois victoires en Deutsche Automobil Rundstrecken Meisterschaft (DARMT), au Norisring, au Nürburgring et à Trèves, sur  Porsche 356B Carrera Abarth.
Il acquiert aussi deux sixième places aux 24 Heures de Daytona (en 1964 et 1966), et termine quatrième des 12 Heures de Sebring en 1966 (sur Porsche 906).
Il est notablement impliqué dans le développement des projets en Formule 2 et Formule 1 de la marque de Stuttgart.
Il prend sa retraite définitive en 1993, après être passé par le centre d'essais de Weissach. Toute sa vie il s'implique pour l'amélioration des mesures de sécurité en courses (extincteurs embarqués en Porsche Cup, ...).
Jusqu'à un âge avancé, il participe à des rassemblements de véhicules historiques.
Herbert Linge meurt le 5 janvier 2024 à l’âge de 95 ans.

## Palmarès

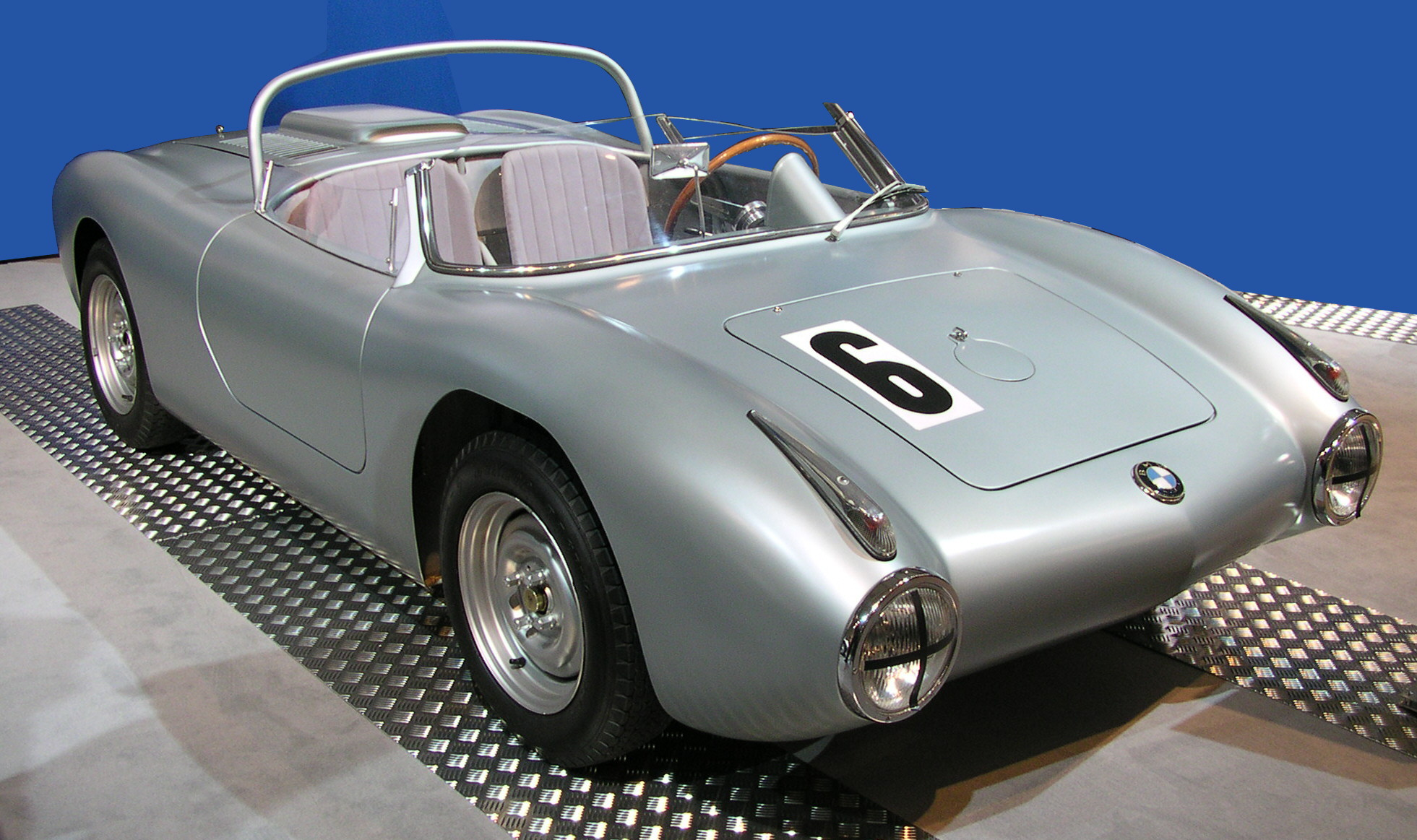
La BMW 700 RS “ Spider ”, utilisée notamment en 1960 et 1961 par Herbert Linge (victoire au Pferdsfeld GT 700 de 1961).

- Liège-Rome-Liège en 1954 (avec Helmut Polensky, sur Porsche 356) ;
- Tour de Corse en 1960 (alors comme copilote de Paul Ernst Strähle, sur Porsche 356 Carrera B) ;
- Victoires de classes aux 24 Heures du Mans en 1960, 1961, 1963, 1965 et 1967 ;
- Quatre-Vingt-Quatre Heures du Nürburgring (Marathon de la Route) en 1968 (avec Dieter Glemser et Willi Kauhsen, sur Porsche 911) ;
- 1 000 kilomètres de Zeltweg en 1969 en catégorie GT (avec Roland Bauer, pour l'équipe de Paul Ernst Strähle) ;
  - 2e du Tour de France automobile en 1954 (avec Claude Storez) ;
  - 2e de la Targa Florio en 1959 (avec Paul Ernst Strähle, Eberhard Mahle et Guido Scaglierini) ;
  - 2e de catégorie S3L. aux 24 Heures du Mans 1970 ;
  - 3e du Tour de France automobile catégorie GT en 1964 (avec Robert Buchet) ;
  - 3e de la Targa Florio en 1965 (avec Umberto Maglioli) ;
  - 3e des 500 kilomètres de Zeltweg en 1966 (avec Udo Schütz).

Nota bene : détail de ses nombreuses victoires de classe sur la version allemande de Wikipédia

## Anecdote
- Lors des Mille Miglia 1954, alors que les barrières d'un chemin de fer s'abaissent au dernier moment, avant le passage du train de Rome, Hans Herrmann (pilotant alors une très basse Porsche 550 Spyder) décide qu'il est trop tard pour freiner, et frappe l'arrière du casque de son copilote Linge pour qu'il se baisse instantanément et passe, à la grande surprise des spectateurs, sous les barrières s’abaissant, juste avant le passage du convoi ferroviaire.

## Distinction
- Croix fédérale du Mérite, pour ses actions sécuritaires.